# Susana Félix
Pour les articles homonymes, voir Félix.
Susana Félix, née le 12 octobre 1975 à Torres Vedras, est une chanteuse portugaise. 

## Biographie
Passionnée d'art depuis toujours, elle se tourne vers le chant dès 1988, à seulement 12 ans. Elle participe en 1995 au programme de la chaîne publique RTP National Selecção, et commence des études musicales à l'Academia de Música de Amadores. 
Elle donne sa voix au personnage de Pocahontas dans la version portugaise (qui diffère de la version au Brésil) ou dans d'autres productions Disney comme Hercule ou Le Roi Lion II. Elle tourne également des films publicitaires.
Mais c'est à la fin des années 1990 que sa carrière de chanteuse décolle vraiment au Portugal, puis en dehors de ses frontières. 

## Discographie
- Um Pouco Mais (Popular, 1999)
- Rosa e Vermelho (Popular, 2002)
- Índigo (Farol, 2006)
- Pulsação (Farol, 2007)
- Rua da saudade
- Procura-se (Farol, 2011)